# Claude Paré
Pour les articles homonymes, voir Paré.
Claude Paré est un écrivain, poète, artiste multidisciplinaire et créateur de jardins né à Montréal, le 7 avril 1956.
Il détient un baccalauréat en urbanisme, un certificat en Archivistique et un certificat en Design de jardins. 

## Honneurs
- 1991 - Prix Émile-Nelligan, Chemins de sel
- 2000 - Finaliste du Prix du Gouverneur général, Exécuté en chambre
- 2000 - Prix du Fonds Bell